# 古屋英夫
古屋 英夫（ふるや ひでお、1955年8月1日 - ）は、千葉県富津市出身の元プロ野球選手（内野手）、プロ野球コーチ。
現役時代は日本ハムファイターズの主力選手として活躍。小柄ながらがっしりした体格で、長打力を持ち合わせていたことからボンバーという愛称で知られた。

## 経歴

### アマチュア時代
富津市で漁師の家庭に生まれる。小学校3年生の時に肋骨にカリエスが見つかって摘出手術を行ない、回復のため父親の勧めで野球を始めた。優れた野球の才能を見せて6年生の頃から中学の練習にも参加し、天羽中学に進むと投手で四番打者を務めている。
複数の高校野球部から誘いを受け、木更津中央高校に進学。高校でも1年生の秋からエース、四番打者となる。1972年夏の甲子園県予選では2回戦で成東高の鈴木孝政と投げ合い、4-5で惜敗。3年生の1973年6月には来日したハワイ高校選抜との交流試合のため編成された千葉県選抜チームで四番を務めるが、このチームでは掛布雅之が三番打者として起用されている。同年夏の県予選準々決勝で、掛布が四番打者であった習志野高と対戦、延長11回に1-2xでサヨナラ勝ち。しかし決勝ではエース土屋正勝を擁する銚子商と延長12回の熱戦の末、7-9で敗れ、甲子園出場を逸する。
高校卒業後は亜細亜大学に進学。当時の東都大学野球リーグは駒大の全盛期であり、優勝には届かなかった。1年生の1974年春季からリーグ戦に登板、2年生の秋季リーグまでに5試合の登板を経験したが、3年春に矢野祐弘監督の勧めで三塁手に転向。直後の1976年春季リーグで四番を務め、打率.442で首位打者を獲得している。リーグ通算56試合出場、181打数60安打、打率.331、6本塁打、31打点。ベストナイン3回（三塁手2回、遊撃手1回）受賞。1977年には第6回日米大学野球選手権大会日本代表に選出され、ここでも四番を任された。大学同期に矢野隆司、高橋周司両投手がいる。
ヤクルトをはじめ多くの球団から1977年のドラフト会議での1位指名を約束されていたが、実際には日本ハムから2位指名を受ける形となった。約束を反故にされたことに対して野球部監督の矢野が激しく怒ったものの、古屋自身がプロ入りを望んでいたこともあって入団が決まった。

### プロ野球選手時代
1978年の日本ハムは、前年に二塁手および遊撃手を務めた行沢久隆や菅野光夫の打率がそれぞれ.196、.185と低迷していた事から、大沢啓二監督は強打の古屋を春季キャンプで遊撃手にコンバートしようとした。しかし捕球しそこなった牽制球を顔面に当てるなど守備にかなりの難があり、コンバートを断念されて開幕は二軍で迎えている。だが開幕直後に三塁手のレギュラーの富田勝が故障したため、4月13日に一軍に昇格。翌4月14日の対近鉄戦では三塁手としてスタメン起用されると三回のプロ初打席で太田幸司から安打を打ち、翌日には井本隆からプロでの初本塁打を記録している。4月19日の対ロッテ戦では村田兆治から本塁打を打った一方で3失策を犯すなど、日本初の人工芝であった本拠地・後楽園球場での守備を特に苦手としたが、大沢監督の若手起用の方針により4月下旬に復帰した富田は二塁手にコンバートされて古屋は起用され続けた。
なお、球団の投票呼びかけもあって同年のオールスターゲームには2割台前半の打率で選出されたが、投票結果が大きく問題視されてチームメイトの菅野とともに出場は辞退した。変化球への対応が未熟だった事などから1年目の成績は打率.218、7本塁打に終わったが主に八番打者として108試合に出場している。この経験を糧として翌1979年はチーム最高の打率.312を記録し、晴れて同年のオールスターゲームにも出場した。なお、このオールスターでは4打席でノーヒットに終わっている。同年の打順は、ボビー・ミッチェル、柏原純一、サム・ユーイングの後の六番を主に務めた。この頃から三塁の守備にも自信を持てるようになったという。
4年目の1981年は初めて全試合に出場し、トミー・クルーズ、柏原、トニー・ソレイタに続く六番で73打点を挙げ、勝負強い打撃でリーグ優勝に貢献している。同年の日本シリーズでは第3戦で猛打賞を記録するなど六番・三塁手として全イニング出場を果たしたが、打率は.217にとどまった。この年のダイヤモンドグラブ賞の選出では、惜しくも1票差で藤原満に敗れている。1982年は2年連続で全試合出場を果たし、打率と本塁打で前年の成績を上回るとともに初のダイヤモンドグラブ賞を受賞した。1983年は自身2度目の打率3割を記録して2年連続のダイヤモンドグラブ賞にも輝いたが、植村義信が監督となった1984年は最下位となったチームの不振にあわせて打率を.248に下げている。なお、同年まで4年連続で全試合出場を達成している。
1985年は高田繁が監督に就任し、5月に柏原純一が死球を受けて欠場したのを契機に津末英明が代わって一塁手を務める機会が増えた。同じく柏原に代わる四番打者としてはクルーズやマイク・パターソンが候補に上がったが、それぞれ長打力や安定感に難があり、6月20日の対南海戦で古屋が四番に起用された。かつて柏原に対して江夏豊が「チャンスの場面では、四番は本塁打か三振で良い」と言っていたことを思い出してリラックスし、この試合で2本塁打を打つとそのまま四番に定着した。
7月9日対近鉄戦で先発投手鈴木啓示から右中間を破る三塁打を打ち、ショックを受けた鈴木はそのまま現役を引退した。7月20日から23日まで、6年ぶりのオールスターゲームに出場し、第2戦では2打数2安打1打点の記録を残した。8月14日の対南海戦で右足かかとを痛め、その後数日は代打として連続試合出場を続けていたが、8月19日の対近鉄戦で九回一死の場面でネクストバッターズサークルに入っていたところ、前打者の二村忠美がサヨナラ本塁打を打ったため記録は646試合で終わった。同年はキャリアハイの33本塁打、96打点を記録し、初の打撃タイトルとなる最多勝利打点を獲得した。また、2年ぶりにダイヤモンドグラブ賞も受賞している。オフの契約更改では年俸が前年の2,400万円から3,200万円（いずれも推定）に大きく上がった。
1986年は新しく加入したパット・パットナムが四番に入ったため五番に回り、2年ぶりに全試合に出場してゴールデングラブ賞を受賞している。1988年には中日から大島康徳が移籍して五番打者となり、古屋は六番を務めた。1989年に監督に就任した近藤貞雄は二村を三塁手にコンバートしようとしたが、打撃の伸び悩みもあってすぐに外野手に戻っている。同年は5月5日の対オリックス戦で九番打者として本塁打を打ち、史上初の全打順本塁打を達成した。この年はトニー・ブリューワに次ぐチーム2位の打率.272、同じくチーム3位の14本塁打を記録している。
1990年は近藤が中島輝士を三塁手にコンバートし、オープン戦で積極的に起用すると中島も82打数28安打で打率.341の好成績を残した。一方で古屋は10試合の出場にとどまり、21打数4安打で打率は.214だった。シーズンに入っても三塁手のレギュラーは中島が務めたが、6月には打率が.250を切り、守備でも失策が目立った。レギュラー剥奪について古屋に対する首脳陣からの説明が全くなかったことが寂しかったという。7月には中島が外野に戻って古屋の出番も増えたが、プロ入り以来最低の成績に終わった。日本シリーズ直後の10月27日に大沢啓二に呼ばれてスカウトへの転向を勧められたがこれを断り、トレードを志願している。球団によるトレード交渉は不調に終わったため自由契約を希望し、12月に阪神からオファーを受けて1,000万円減の年俸2,300万円（推定）で契約を結んだ。
1991年は代打の切り札として活躍し、打率.311を記録した。広島東洋カープがリーグ優勝を決めた10月13日の試合では大野豊から三振で打ち取られ最後の打者になっている。翌1992年は13試合の出場に終わり、同年限りで現役を引退している。

### 現役引退後
1993年から2002年までは日本ハムで打撃コーチ、内野守備走塁コーチ、チーフ打撃コーチ、チーフコーチを務めた。2003年からの5年間は、オリックスのスカウトとして各地を回った。当時見た選手では鳥谷敬や田中将大が印象に残ったという。また自身の経験と照らし合わせ、野手の目線から身体能力や投球の打ちにくさを評価していた。
2008年は同球団の二軍（サーパス）打撃コーチに就任したが、テリー・コリンズ監督の退団に伴って住友平二軍監督が6月から一軍チーフコーチに異動したため、二軍監督を兼任する事になった。2009年は二軍監督に専念し、明るさと厳しさを兼ね備えた指導で、選手同士が意見を出し合える雰囲気作りを目指した。育成を重視しつつも、時には勝負にこだわって勝ち試合を守り抜く事により精神面を鍛えた。
2010年に東北楽天ゴールデンイーグルスの一軍打撃コーチを務めたが、2011年からオリックスにフロント職で復帰。球団本部編成部の国内グループ長として、スカウティング活動を再開していた。
2014年には、阪神の二軍チーフ兼打撃コーチとして現場に復帰。2015年には、二軍監督へ転じる一方で、6月29日に神宮球場で催された「侍ジャパン大学日本代表 対 NPB選抜」でNPB選抜のコーチを務めた。なお、掛布雅之球団本部付育成&打撃コーディネーター（DC）が二軍監督へ就任した2016年も、二軍チーフ兼守備走塁コーチとしてチームに残留。2017年に二軍チーフ兼育成コーチへ異動したが、シーズン終了後に阪神を退団した。
2018年・2019年には、オリックス球団本部の編成部副部長として、スカウティング活動を統括していた。

## プレースタイル
全打順本塁打に象徴されるように、現役時代は様々な打順で起用された。自身は打順にはこだわりはなく、試合に出場することを重視していた。練習中から高い集中力を保つなど、野球に対する真摯な姿勢は江夏豊に高く評価されている。
三塁手としての守備はプロ入り後にグラブの使い方から教えられたが、瞬発力があるため横への反応が良かったという。通算では4度のゴールデングラブ賞を受賞している。

## 詳細情報

### 年度別打撃成績
| 年 度      | 球 団      | 試 合 | 打 席 | 打 数 | 得 点 | 安 打 | 二 塁 打 | 三 塁 打 | 本 塁 打 | 塁 打 | 打 点 | 盗 塁 | 盗 塁 死 | 犠 打 | 犠 飛 | 四 球 | 敬 遠 | 死 球 | 三 振 | 併 殺 打 | 打 率 | 出 塁 率 | 長 打 率 | O P S |
| ---------- | ---------- | ----- | ----- | ----- | ----- | ----- | -------- | -------- | -------- | ----- | ----- | ----- | -------- | ----- | ----- | ----- | ----- | ----- | ----- | -------- | ----- | -------- | -------- | ----- |
| 1978       | 日本ハム   | 108   | 368   | 330   | 37    | 72    | 14       | 0        | 7        | 107   | 32    | 3     | 3        | 8     | 2     | 15    | 0     | 13    | 50    | 9        | .218  | .278     | .324     | .602  |
| 1979       | 日本ハム   | 109   | 423   | 390   | 58    | 122   | 23       | 2        | 15       | 194   | 56    | 14    | 8        | 1     | 5     | 21    | 1     | 6     | 38    | 9        | .313  | .353     | .497     | .851  |
| 1980       | 日本ハム   | 84    | 308   | 287   | 38    | 69    | 10       | 0        | 9        | 106   | 30    | 12    | 3        | 3     | 1     | 12    | 0     | 5     | 30    | 8        | .240  | .282     | .369     | .651  |
| 1981       | 日本ハム   | 130   | 513   | 465   | 55    | 135   | 22       | 2        | 11       | 194   | 73    | 18    | 5        | 11    | 3     | 27    | 0     | 7     | 45    | 17       | .290  | .337     | .417     | .754  |
| 1982       | 日本ハム   | 130   | 520   | 471   | 57    | 137   | 25       | 4        | 13       | 209   | 52    | 9     | 5        | 13    | 2     | 21    | 2     | 13    | 41    | 18       | .291  | .337     | .444     | .781  |
| 1983       | 日本ハム   | 130   | 533   | 487   | 67    | 149   | 20       | 0        | 19       | 226   | 65    | 10    | 3        | 9     | 6     | 25    | 2     | 6     | 33    | 14       | .306  | .344     | .464     | .810  |
| 1984       | 日本ハム   | 130   | 508   | 468   | 49    | 116   | 24       | 2        | 13       | 183   | 52    | 12    | 3        | 8     | 1     | 29    | 2     | 2     | 33    | 8        | .248  | .294     | .391     | .685  |
| 1985       | 日本ハム   | 127   | 534   | 470   | 80    | 141   | 25       | 2        | 33       | 269   | 96    | 2     | 1        | 3     | 2     | 55    | 6     | 4     | 52    | 13       | .300  | .377     | .572     | .949  |
| 1986       | 日本ハム   | 130   | 544   | 492   | 62    | 140   | 27       | 1        | 21       | 232   | 68    | 23    | 3        | 3     | 2     | 44    | 1     | 3     | 92    | 19       | .285  | .346     | .472     | .817  |
| 1987       | 日本ハム   | 104   | 405   | 366   | 56    | 95    | 14       | 1        | 15       | 156   | 69    | 2     | 0        | 0     | 3     | 32    | 1     | 4     | 49    | 12       | .260  | .323     | .426     | .750  |
| 1988       | 日本ハム   | 106   | 379   | 351   | 27    | 87    | 12       | 1        | 6        | 119   | 31    | 7     | 0        | 7     | 1     | 18    | 0     | 2     | 59    | 8        | .248  | .288     | .339     | .627  |
| 1989       | 日本ハム   | 109   | 367   | 323   | 37    | 88    | 7        | 1        | 14       | 139   | 42    | 7     | 4        | 13    | 2     | 27    | 1     | 2     | 41    | 11       | .272  | .331     | .430     | .761  |
| 1990       | 日本ハム   | 67    | 207   | 181   | 18    | 40    | 8        | 1        | 4        | 62    | 17    | 2     | 1        | 7     | 2     | 16    | 0     | 1     | 27    | 7        | .221  | .285     | .343     | .628  |
| 1991       | 阪神       | 44    | 48    | 45    | 1     | 14    | 2        | 0        | 0        | 16    | 2     | 0     | 0        | 0     | 0     | 2     | 0     | 1     | 12    | 3        | .311  | .354     | .356     | .710  |
| 1992       | 阪神       | 13    | 19    | 17    | 0     | 1     | 0        | 0        | 0        | 1     | 1     | 1     | 0        | 0     | 0     | 2     | 0     | 0     | 2     | 1        | .059  | .059     | .158     | .217  |
| 通算：15年 | 通算：15年 | 1521  | 5676  | 5143  | 642   | 1406  | 233      | 17       | 180      | 2213  | 686   | 122   | 39       | 86    | 32    | 346   | 16    | 69    | 604   | 157      | .273  | .326     | .430     | .756  |

- 各年度の太字はリーグ最高

### タイトル
- 最多勝利打点：1回（1985年）

### 表彰
- ゴールデングラブ賞（1985年まではダイヤモンドグラブ賞）：4回（1982年 - 1983年、1985年 - 1986年）
- 月間MVP：1回（1985年7月）
- 後楽園MVP賞：1回（1985年）

### 記録
初記録
- 初出場・初先発出場：1978年4月14日、対近鉄バファローズ前期1回戦（日生球場）、8番・三塁手で先発出場
- 初打席・初安打：同上、3回表に太田幸司から
- 初本塁打・初打点：1978年4月15日、対近鉄バファローズ前期2回戦（藤井寺球場）、6回表に井本隆から左越2ラン

節目の記録
- 100本塁打：1985年6月29日、対ロッテオリオンズ8回戦（後楽園球場）、8回裏に仁科時成から2ラン ※史上137人目
- 1000安打：1986年7月3日、対近鉄バファローズ15回戦（後楽園球場）、2回裏に佐々木修から左前安打 ※史上145人目
- 1000試合出場：1986年6月14日、対阪急ブレーブス12回戦（阪急西宮球場）、7番・三塁手で先発出場 ※史上264人目（水上善雄と同日達成）
- 150本塁打：1987年9月2日、対近鉄バファローズ22回戦（日生球場）、4回表に村田辰美から右中間越ソロ ※史上85人目
- 1500試合出場：1991年9月22日、対横浜大洋ホエールズ19回戦（阪神甲子園球場）、9回表にトーマス・オマリーに代わり一塁手で出場 ※史上100人目

その他の記録
- 全打順本塁打：1989年5月5日、対オリックス・ブレーブス3回戦（東京ドーム）、9番で先発出場、今井雄太郎から ※史上初[40]
- オールスターゲーム出場：2回（1979年、1985年）

### 背番号
- 5（1978年 - 1990年）
- 12（1991年 - 1992年）
- 71（1993年 - 2002年、2008年 - 2009年）
- 77（2010年）
- 83（2014年 - 2017年）